# Zug
Zug (latinsko Tugium) je mesto v Švici. Zug leži na severovzhodni obali Cuškega jezera. Po popisu iz leta 2004 naj bi mesto imelo 23.909 prebivalcev. Širom sveta je mesto znano po pisarnah FIFE, Siemensa in drugih organizacij; v mestu pa prebiva tudi slavni tenisač Boris Becker. Zug je tudi glavno mesto kantona Zug.

## Geografija
Mesto Zug leži v osrčju Švice, med mestoma Zürich in Luzern. V bližini mesta pa se nahaja tudi gora, imenovana Zugerberg, ki je z 1.165 metri nadmorske višine najvišji vrh v bližini Zuga. Iz Zuberberga se lepo vidi Zug in Zuško jezero, ki je imelo v Srednjem veku velik pomen. Danes je Zug pomembno industrijsko in ekonomsko središče.

## Prebivalstvo
Zug ima okoli 24.000 prebivalcev in je s tem največje mesto v kantonu Zug. Od tega je okoli 24% prebivalcev priseljencev. Glede na podatke iz leta 2000 je 81,8% prebivalcev govorilo nemško, 3,8% italijansko in 3,2% srbohrvaško.
Večina prebivalcev mesta je katolikov. Glede na popis iz leta 2004 je bilo 57% katolikov, 17% protestantov, 12% je bilo pripadnikov drugih religij, ostali pa so se opredelili za ateiste.

## Dostopnost
Zug je pomembno prometno mesto v osrednji Švici. Leži ob železniški progi Zurich-Luzern, ima pa tudi novo (izgrajena leta 2003) železniško postajo, kjer ustavlja vlak na relaciji Zurich-Luzern.
Zug je z ostalo Švico povezan prek avtoceste A4. Najbližje letališče mestu je Züriško letališče, ki je od mesta oddaljeno okoli uro vožnje.

## Gospodarstvo
Zug je eno od pomembnejših industrijskih in finančnih središč v Švici. V mestu ima sedež kar nekaj mednarodnih organizacij, kot je na primer FIFA, in tudi kar nekaj znanih podjetji, kot je na primer Siemens. V Zugu je okoli 24.000 delovnih mest in okoli 12.000 registriranih podjetij. Siemens (Siemens Building Technologies) je z okoli 1.900 delovnimi mesti največji delodajalec v mestu.